# Seznam olympijských medailistů v golfu
Toto je úplný přehled olympijských medailistů v golfu.

V roce 1904 byl nahrazen turnaj žen turnajem týmů. Poté již golf na programu Olympijských her nebyl. 
Po více než sto letech se golf objeví znovu na LOH 2016 v brazilském Rio de Janeiru.

## Muži
| Rok       | Zlato                                            | Stříbro                                      | Bronz                                                                                        |
| --------- | ------------------------------------------------ | -------------------------------------------- | -------------------------------------------------------------------------------------------- |
| LOH 1900  | Charles Sands · Spojené státy americké (USA)     | Walter Rutherford · Velká Británie (GBR)     | David Robertson · Velká Británie (GBR)                                                       |
| LOH 1904  | George Lyon · Kanada (CAN)                       | Chandler Egan · Spojené státy americké (USA) | Burt McKinnie · Spojené státy americké (USA) · Francis Newton · Spojené státy americké (USA) |
| 1908–2012 | nebyl na programu LOH                            | nebyl na programu LOH                        | nebyl na programu LOH                                                                        |
| LOH 2016  | Justin Rose · Velká Británie (GBR)               | Henrik Stenson · Švédsko (SWE)               | Matt Kuchar · Spojené státy americké (USA)                                                   |
| LOH 2020  | Xander Schauffele · Spojené státy americké (USA) | Rory Sabbatini · Slovensko (SVK)             | Pan Cheng-tsung · Tchaj-wan (TPE)                                                            |
| LOH 2024  | Scottie Scheffler · Spojené státy americké (USA) | Tommy Fleetwood · Velká Británie (GBR)       | Hideki Macujama · Japonsko (JPN)                                                             |

## Ženy
| Rok       | Zlato                                             | Stříbro                                            | Bronz                                         |
| --------- | ------------------------------------------------- | -------------------------------------------------- | --------------------------------------------- |
| LOH 1900  | Margaret Abbottová · Spojené státy americké (USA) | Pauline Whittierová · Spojené státy americké (USA) | Daria Prattová · Spojené státy americké (USA) |
| 1908–2012 | nebyl na programu LOH                             | nebyl na programu LOH                              | nebyl na programu LOH                         |
| LOH 2016  | Inbee Parková · Jižní Korea (KOR)                 | Lydia Ko · Nový Zéland (NZL)                       | Šan-šan Feng · Čína (CHN)                     |
| LOH 2020  | Nelly Kordová · Spojené státy americké (USA)      | Mone Inamiová · Japonsko (JPN)                     | Lydia Koová · Nový Zéland (NZL)               |
| LOH 2024  | Lydia Koová · Nový Zéland (NZL)                   | Esther Henseleitová · Německo (GER)                | Lin Si-jü · Čína (CHN)                        |

## Týmy muži
| Rok      | Zlato                          | Stříbro                        | Bronz                          |
| -------- | ------------------------------ | ------------------------------ | ------------------------------ |
| LOH 1904 | · Spojené státy americké (USA) | · Spojené státy americké (USA) | · Spojené státy americké (USA) |